# Retour au lagon bleu
Série
Le Lagon bleu
(1980)
Pour plus de détails, voir Fiche technique et Distribution.
Retour au Lagon bleu (Return to the Blue Lagoon) est un film d'aventure romantique américain produit et réalisé par William A. Graham, sorti en 1991.
Ceci est la quatrième adaptation cinématographique basée sur le roman britannique éponyme de Henry De Vere Stacpoole, paru en 1908.
Il s'agit d'une suite partielle du film Le Lagon bleu, sortie en 1980.

## Synopsis
Le film commence là où Le Lagon bleu s'était terminé (les événements étant toutefois différents de la fin du premier film).
Le petit Richard ou Paddy, le fils de Richard et Emmeline Lestrange, se retrouve à nouveau coincé sur l'île, mais en compagnie cette fois-ci de Sarah et de sa fille Lilli.
À la mort de la mère, les deux enfants vont devoir apprendre à se débrouiller seuls. Les jeunes gens vont voir plus tard, sur cette île, des sentiments grandir entre eux.

## Fiche technique
Sauf indication contraire, les informations mentionnées dans cette section peuvent être confirmées par les bases de données cinématographiques IMDb et Allociné,  présentes dans la section « Liens externes ».
- Titre original : Return to the Blue Lagoon
- Titre français et québécois : Retour au Lagon bleu
- Réalisation : William A. Graham
- Scénario : Leslie Stevens, d'après le roman The Blue Lagoon de Henry De Vere Stacpoole
- Musique : Basil Poledouris
- Direction artistique : Paul Ammitzboll
- Décors : Jon Dowding
- Costumes : Margot Lindsay
- Photographie : Robert Steadman, ainsi que Ron Taylor et Valerie Taylor (pour les images sous-marines)
- Son : Bill W. Benton, Paul 'Salty' Brincat, Dessie Markovsky, John J. Stephens, Gregory H. Watkins
- Montage : Ronald J. Fagan
- Production : William A. Graham
  - Production déléguée : Randal Kleiser et Robert Steadman[1]
  - Coproduction : Peter Bogart
- Sociétés de production : Columbia Pictures et Price Entertainment
- Sociétés de distribution : Columbia Pictures (États-Unis) ; Columbia TriStar Films (France)
- Budget : 11 millions de $[2]
- Pays de production :  États-Unis
- Langue originale : anglais
- Format : couleur (Technicolor) — 35 mm — 1,85:1 — son Dolby
- Genre : aventure romantique, drame, robinsonnade
- Durée : 102 minutes
- Dates de sortie[3] :
  - États-Unis : 2 août 1991
  - France : 9 août 1991
- Classification :
  - États-Unis : accord parental recommandé, film déconseillé aux moins de 13 ans (PG-13 - Parents Strongly Cautioned)
  - France : tous publics[4]
  - Québec : tous publics (G - General Rating)

## Distribution
- Milla Jovovich (VF : Céline Ertaud) : Lilli Hargrave
- Brian Krause (VF : Damien Boisseau) : Paddy Lestrange / Richard Lestrange Jr
- Lisa Pelikan : Sarah Hargrave
- Nana Coburn : Sylvia Hilliard
- Brian Blain (en) : Capitaine Jacob Hilliard
- Peter Hehir (en) : Quinlan
- Courtney Barilla : Lili Hargrave jeune
- Garette Ratliff Henson : Paddy Lestrange / Richard Lestrange Jr jeune
- Emma James : Lilli Hargrave enfant
- Jackson Barton : Paddy Lestrange / Richard Lestrange Jr enfant
- Wayne Pygram : Kearney
- John Dicks (actor) (en) : Penfield

## Production

### Tournage
Le film a été principalement tourné sur l'île Taveuni aux Fidji.

## Accueil

### Accueil critique
En 1992, le film est nommé cinq fois à la 12e cérémonie des Razzie Awards, pire film et pire réalisateur pour William A. Graham, le pire scénario pour Leslie Stevens et les pires révélations pour Milla Jovovich et Brian Krause.

## Nomination
- Young Artist Awards : meilleure jeune actrice dans un film pour Milla Jovovich[6]

## Éditions en vidéo
En France, le film Retour au lagon bleu est sorti en DVD le 6 novembre 2002. Le film est également sorti en VOD le 27 février 2019.

## Autour du film
Bien qu'il soit censé être une suite directe du Lagon bleu, démarrant au moment où finit celui-ci, le film commence par une incohérence : non seulement la mise en scène et les circonstances (notamment, les personnages secondaires présents) sont différentes, mais le sort des protagonistes du premier film (Richard et Emmeline Lestrange) se voit également modifié.